# Tensiometer

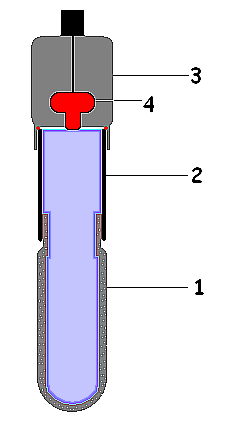
Tensiometer met (1) poreuze keramiekcel, (2) watergevuld peilglas, (3) elektronisch gedeelte, (4) druksensor

Een tensiometer is een meetinstrument dat gebruikt wordt voor het meten van het vochtgehalte van de bodem aan de hand van de zuigspanning. Een tensiometer met watervulling kan zuigspanningen van 0 tot ongeveer -850 hPa of 2,7 pF meten. Een osmotische tensiometer met een semipermeabel membraan en als vulmiddel polyethyleenglycol (PEG) kan hogere waarden meten.

## Meetprincipe
Het meten gebeurt met behulp van een luchtdichte, poreuze keramiekcel, die een maximale poriëngrootte heeft van ongeveer 1 µm. De keramiekcel wordt in de bodem geplaatst. Door het doorzichtige, kunststof peilglas kan gezien worden of deze geheel met water gevuld is. Het peilglas wordt gevuld met ontgast water, dat eventueel met een kleurstof gekleurd is.
Wanneer de bodem rond de keramiekcel uitdroogt wordt er zoveel water aan de keramiekcel onttrokken totdat er een evenwicht met het omringende bodemvocht is. De ontstaande onderdruk wordt zichtbaar gemaakt met een manometer of met een elektronische druksensor vastgelegd.

## Toepassingen
Bij bodemfysische onderzoekingen kan met behulp van tensiometers op verschillende diepten de waterhuishouding van de bodem continu gemeten worden. In de land- en tuinbouw worden tensiometers gebruikt voor de automatische beregeningsinstallaties. Hierbij kan zoveel water gegeven worden dat de planten de optimale waterhoeveelheden krijgen zonder dat er uitspoeling van voedingsstoffen optreedt.

## Voordelen
De meting gebeurt onafhankelijk van het zoutgehalte van de bodem en meet direct de hoeveelheid beschikbaar water in de bodem of groeisubstraat. Het meten is niet direct afhankelijk van onder meer de temperatuur en de absolute waterhoeveelheid en is daardoor geschikt voor de aansturing van een automatische beregeningsinstallatie.
Een voordeel van tensiometers ten opzichte van volumetrische bodemvochtsensoren, is dat deze onafhankelijk werken van de bodemsoort. Bij het gebruik van een volumetrische bodemvochtsensor, waarvan de metingen uitgedrukt worden in procenten, moet men in principe weten wat het maximale bodemvochtgehalte van een specifieke bodemsoort is, vooraleer men conclusies kan trekken op basis van de metingen. Zo kan een kleigrond bijvoorbeeld meer water opnemen dan een zandgrond.

## Nadelen
Een tensiometer meet slechts op een korte afstand van de tensiometer in de bodem. Iets verder of dieper van de tensiometer kan de vochttoestand in de bodem anders zijn dan de gemeten waarde. Ook moet de tensiometer met water bijgevuld worden, vooral in drogere bodems of substraten. Het gehele jaar rond meten is alleen mogelijk in bodems die niet bevriezen, anders moet aan het water bijvoorbeeld antivries zoals polyethyleenglycol (PEG) toegevoegd worden.